# Hydrotraitement
L’hydrotraitement est un procédé de traitement d'hydrocarbures par du dihydrogène, c'est une étape clé du raffinage du pétrole visant à ôter certains éléments présents dans les fractions légères du pétrole telles que le naphta léger, le naphta lourd et le naphta total. La principale application de ce procédé est l'élimination du soufre (hydrodésulfuration ou HDS), mais aussi l'azote (hydrodéazotation ou hydrodénitration, HDN) qui sont des poisons pour les catalyseurs utilisés en raffinage. L'élimination de l'oxygène (hydrodésoxygénation ou HDO) est utilisée dans la synthèse de biocarburants. L'hydrotraitement comprend aussi l'élimination des métaux (hydrodémétallation ou HDM) et la conversion d'alcènes ou d'hydrocarbures aromatiques en composés saturés (hydrogénation ou HYD).
Ce procédé ne doit pas être confondu avec l'hydrocraquage qui est un procédé de craquage catalytique assisté par la présence d'hydrogène. Contrairement à l'hydrotraitement, l'hydrocraquage utilise l'hydrogène pour rompre les liaisons C-C. L'hydrotraitement est donc préalablement effectué pour protéger les catalyseurs utilisés en hydrocraquage ou en reformage catalytique.

## Description

### Application dans le raffinage du pétrole

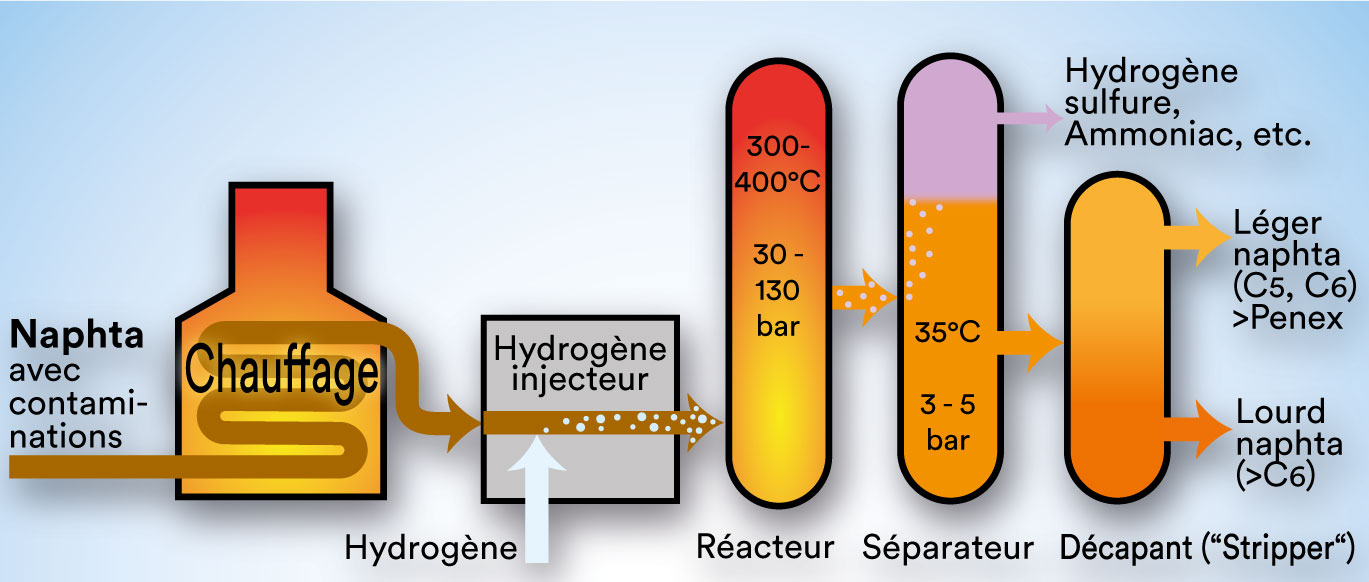
Unité d'hydrotraitement

Les teneurs en azote et en oxygène du pétrole sont normalement inférieures à 2% alors que la teneur en soufre peut atteindre 6%, l'hydrotraitement s'applique donc principalement à l'élimination du soufre dans le domaine du raffinage.
À l'issue de la distillation atmosphérique, la fraction contenant des hydrocarbures ayant entre cinq et dix atomes de carbone est destinée à l'élaboration de carburants automobiles. Les hydrocarbures légers (en C5 ou C6) subiront une isomérisation pour améliorer leur indice d'octane, alors qu'un reformage catalytique sera appliqué aux plus lourds (en C7 à C10). Avant ces traitement, une unité d'hydrotraitement permet d'enlever le soufre dans ces coupes de distillation.

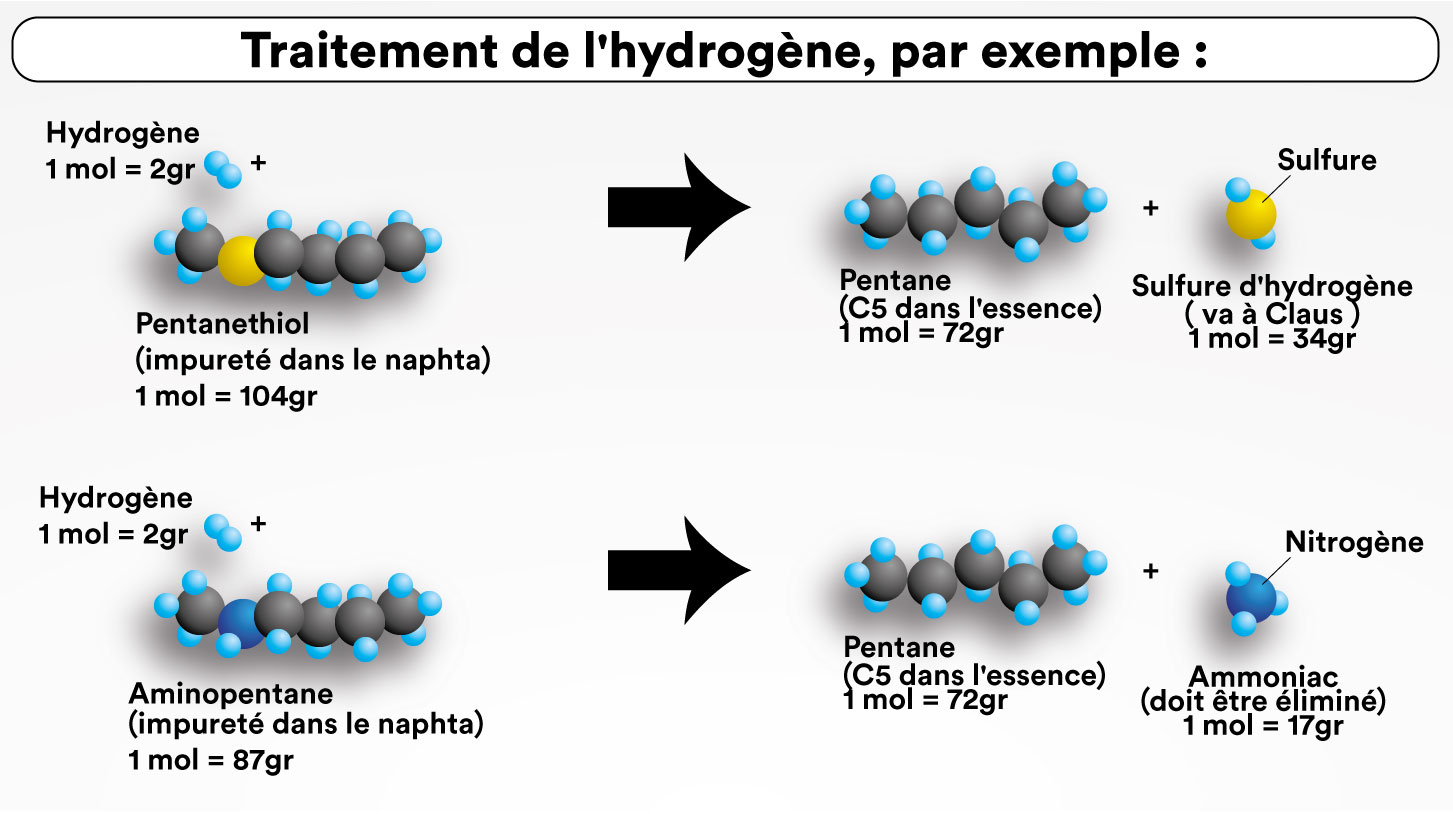
Procédure d'hydrotraitement

Les hydrocarbures en C10 à C13 sont destinés à la synthèse de carburants pour l'aviation, on leur applique aussi un hydrotraitement avant leur utilisation. Les coupes plus lourdes (hydrocarbures en C13 à C25) sont destinées à la fabrication de gazoles légers et lourds, un hydrotraitement sera là encore appliqué pour éliminer le soufre. Enfin, les hydrocarbures lourds (C25 à C50) sont traités par distillation sous vide, un craquage catalytique est appliqué pour réduire la taille des molécules, les fractions légères récupérées subiront elles aussi un hydrotraitement avant de servir à l'élaboration des essences et gazoles.
On constate donc que l'hydrotraitement est une opération clé pour la valorisation des différentes fractions issues de la distillation atmosphérique du pétrole.

### Mise en œuvre de l'hydrodésulfuration
La réaction est réalisée dans un réacteur catalytique sous forte pression de dihydrogène (entre 10 et 200 bar), à une température comprise entre 280 °C et 400 °C. Le temps de réaction varie entre 0,2 et 5 h en fonction de la nature des hydrocarbures à traiter. Le dihydrogène est fourni par les unités de craquage catalytique de la raffinerie, il est en fort excédent par rapport à la quantité de soufre à éliminer, et il est donc recyclé. Le dihydrogène permet la transformation des composés soufrés en sulfure d'hydrogène (H2S). Un catalyseur bimétallique est utilisé, en général CoMo (cobalt-molybdène) ou NiMo (nickel-molybdène) dispersé sur un support en alumine, silice ou zircone.
En sortie de réacteur, on refroidit les gaz à une température de l'ordre de 35 °C et on réduit la pression à quelques bars. On peut alors séparer une phase gazeuse riche en H2S et en H2 et une phase liquide contenant une grande partie des hydrocarbures. La phase gazeuse est traitée par des amines (très souvent la diéthanolamine) dans une colonne de lavage, L'amine réagit avec les produits soufrés pour former des sulfures, ce qui permet de désulfurer la phase gazeuse. L'amine est ensuite régénérée et recyclée et un flux de H2S concentré est obtenu, il peut être transformé en soufre élémentaire à l'aide du procédé de Claus.
Le raffinage des hydrocarbures désulfurés peut alors être poursuivi pour obtenir des produits valorisables : essence, gazole, etc.